# Múscul salpingofaringi
El múscul salpingofaringi (musculus salpingopharyngeus) és un múscul del coll que va des de la vora superior del cartílag medial del tub faringotimpànic (trompa d'Eustaqui) fins a la cavitat nasal. Passa per baix i es barreja amb el fascicle posterior del múscul palatofaringi.
L'acció del salpingofaringi permet augmentar la mida de la faringe i la laringe durant la deglució i eixampla lateralment les parets faríngies superiors. A més, obra l'orifici faringi del tub faringotimpànic durant la deglució. Això permet la igualació de la pressió entre el canal auditiu i la faringe.
El salpingofaringi està innervat pel nervi vague a través del plexe faringi.

## Imatges

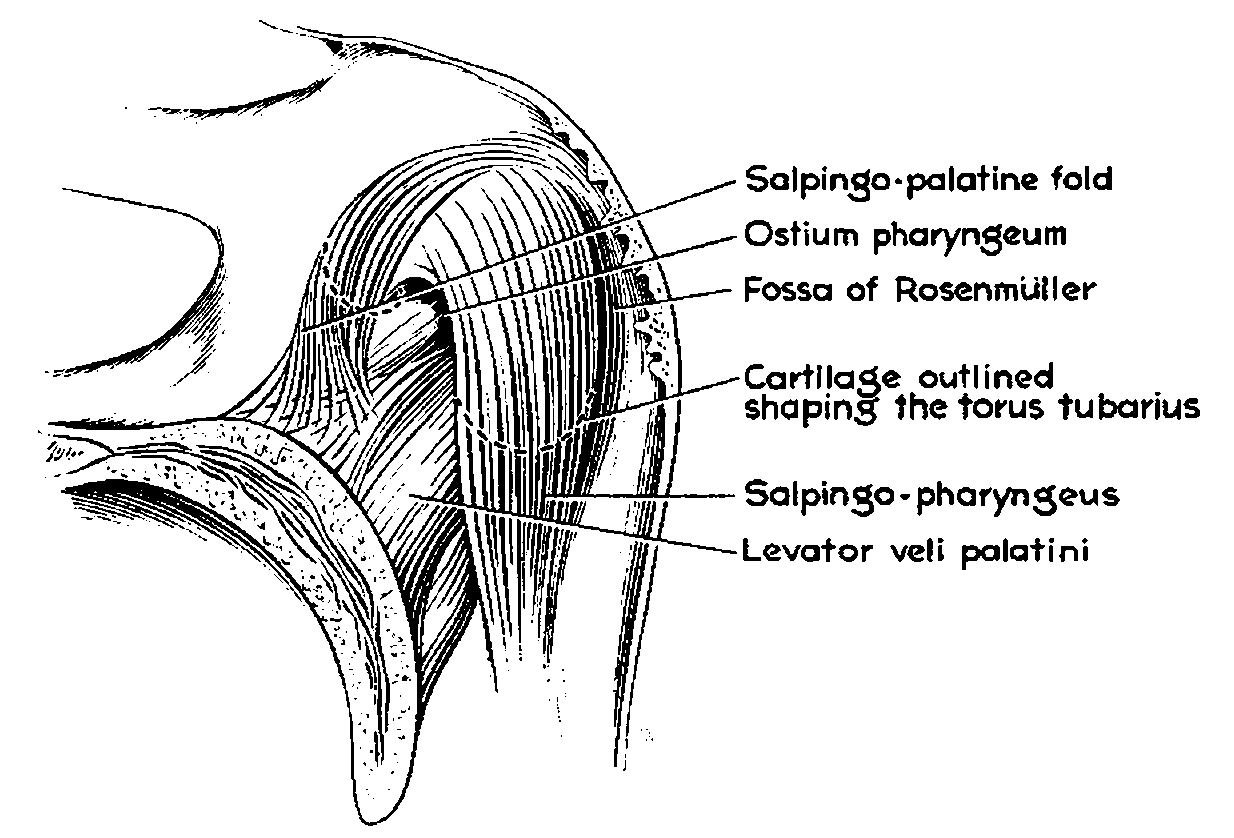
Dissecció on es mostra el múscul salpingofaringi.
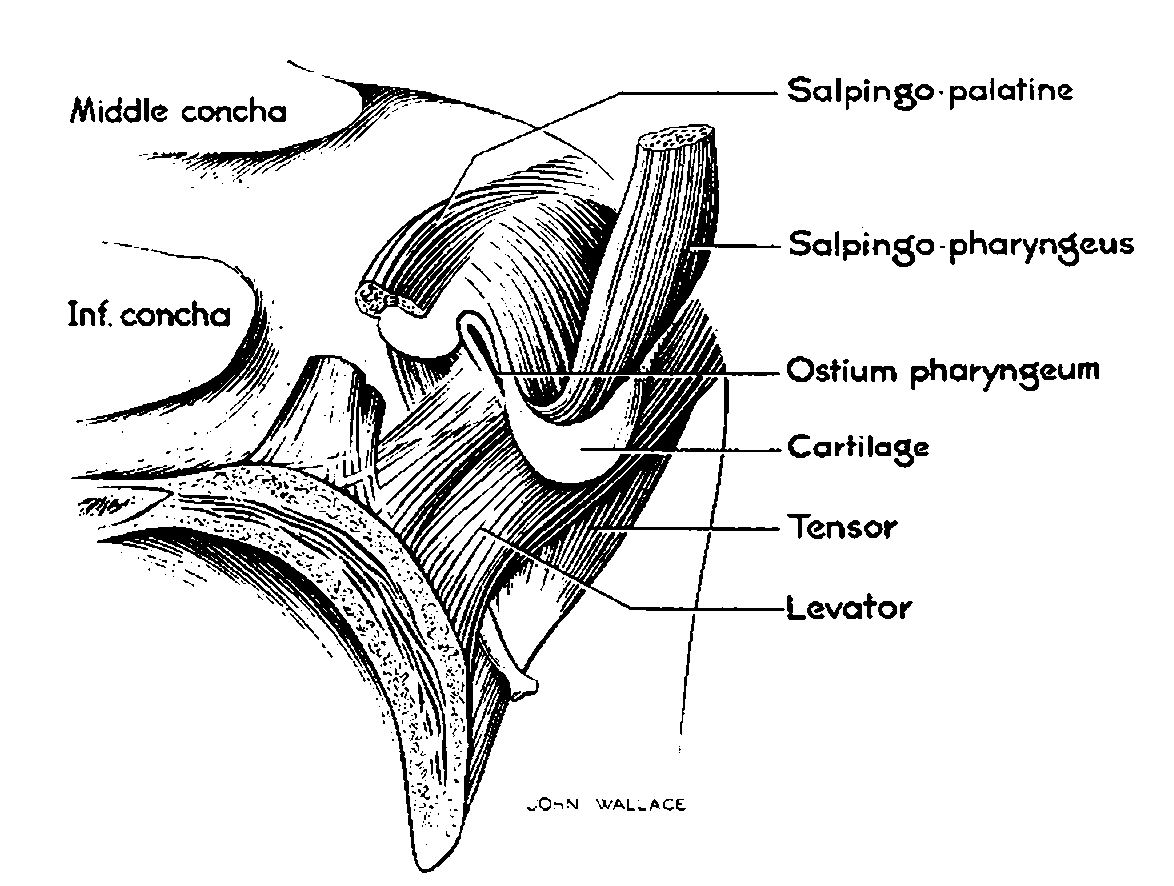
Dissecció de la zona de la trompa d'Eustaqui on es mostra el múscul salpingofaringi.